# Стьюард, Марика
Мари́ка Стью́ард (англ. Marika Steward; род. 27 февраля 1997, Китченер, Онтарио) — канадская и австрийская фигуристка, выступавшая в одиночном катании. Серебряный призёр чемпионата Канады среди юниоров (2013), бронзовый призёр чемпионата Австрии (2017).

## Биография
Марика — старший ребёнок в семье канадца Джеймса Стьюарда и его супруги Аланы, канадки японского происхождения. Отец — уроженец города Норт-Бей, руководил Международной школой Тохоку в японском городе Сендай. Её младшая сестра Тайя занималась фигурным катанием. Самый младший ребёнок Стьюардов — сын Киё.
Марика освоила катание на коньках в шесть лет. Из-за работы отца, жила и тренировалась на две страны. В Канаде готовилась под руководством местного специалиста Мишель Ли. В Японии каталась у Нанами Абэ в Сендае, где располагались два катка. В результате Великого восточно-японского землетрясения, которое фигуристка застала лично, оба катка были частично разрушены. В связи с чем, для тренировок она ездила в другие части страны — Токио, Хоккайдо и Хатинохе.
В 2013 году Стьюард стала серебряным призёром чемпионата Канады среди юниоров, уступив лишь Ларкин Остман. Короткая программа Марики, включавшая два прыжка в три оборота, одним из которых являлся флип, была одной из самых технически сложных на турнире. В следующие два сезона она участвовала во взрослом национальном чемпионате, финишировав на восемнадцатом и двенадцатом месте соответственно.
В 2015 году Стьюард сменила спортивное гражданство, переехав в Австрию. Там она тренировалась в Инсбруке в группе Клаудии Гоудек. В новой для себя стране фигуристка завоевала единственную награду во взрослом катании — в сезоне 2016/17 заняла третье место чемпионата Австрии. Лучший результат по системе ISU показала на челленджере Finlandia Trophy 2017. За две программы она набрала 112,33 баллов и продемонстрировала владение тройными тулупом, флипом и сальховом.
Мишель Ли к сильным сторонам Стьюард относила старательность, умение слушать и предрасположенность к прыжкам. После завершения соревновательной карьеры участвовала в ледовом шоу «Disney on Ice».

## Программы
| Сезон   | Короткая программа                     | Произвольная программа                  |
| ------- | -------------------------------------- | --------------------------------------- |
| 2017/18 | - «O mio babbino caro» Джакомо Пуччини | - «Rain, In Your Black Eyes» Эцио Боссо |

## Результаты
| Соревнования       | 12/13         | 13/14         | 14/15         | 16/17         | 17/18         |
| Международные      | Международные | Международные | Международные | Международные | Международные |
| ------------------ | ------------- | ------------- | ------------- | ------------- | ------------- |
| Finlandia Trophy   |               |               |               |               | 21            |
| Slovenia Open      |               |               |               |               | 13            |
| Egna Spring Trophy |               |               |               | 6             |               |
| Национальные       |               |               |               |               |               |
| Чемпионат Австрии  |               |               |               | 3             |               |
| Чемпионат Канады   |               | 18            | 12            |               |               |
| ЧК среди юниоров   | 3             |               |               |               |               |